# Shin Asahina
Shin Asahina (født 20. august 1976) er en tidligere japansk fodboldspiller.
Han har spillet for flere forskellige klubber i sin karriere, herunder Gamba Osaka og Sagan Tosu.